# Juventude (Sal)
Juventude is een Kaapverdische voetbalclub. De club speelt in het voetbalkampioenschap van Sal (eilanddivisie), op Sal, waarvan de kampioen deelneemt aan het Kaapverdisch voetbalkampioenschap, de eindronde om de landstitel.

## Erelijst
Voetbalkampioenschap van Sal: 4
1989/90, 1990/91, 1998/99, 2011/12
Beker van Sal: 1
2014

## Voorzitters
- Nelson Figueiredo[1]
- David Brito